# Lockheed Martin F-16 Fighting Falcon
Lockheed Martin oz. General Dynamics F-16 Fighting Falcon (slovensko bojeviti sokol) je najbolj razširjeno zahodno lahko reaktivno nadzvočno lovsko vojaško letalo s fly by wire tehnologijo.

## Zgodovina
Nastanek sega v zgodnja 1970. leta, ko so ZDA razpisale natečaj za lahkega lovca. Predhodno letalo težek lovec F-15 Eagle je bilo sicer za tiste čase odlično letalo ampak tudi precej drago. Medtem je Sovjetska zveza dala večji poudarek na manjša in enostavnejša lahka lovska letala, ki so bila zelo okretna, vendar tudi cenejša in jih je bilo možno proizvajati v večjih količinah.
Od prijavljenih proizvajalcev na natečaj se je zahtevalo zelo okretnega lovca, ki bi prevzel prevlado v zraku. Te zahteve sta izpolnjevala dva proizvajalca letal. To sta bila Northrop in general Dynamics.
Northrop je predstavil letalo z dvema motorjema in z velikim potiskom. Medtem ko je General Dynamics predstavil letalo z enim motorjem, kar je cenejša varianta, vendar predstavlja večjo nevarnost ob odpovedi motorja. Oba sta pokazala tako veliko, da sta bila leta 1975 oba izbrana. General Dynamics je imel letalo, ki so ga poimenovali YF-16, kasneje je letalo postalo F-16. Northropovo letalo so poimenovali YF-17, iz katerega je nastalo letalo F/A-18.

## Zmogljivosti
Povsem nov je bil sistem fly-by-wire. Pri njem gredo vsi ukazi iz krmilne ročice v računalnik, potem jih ta obdela in pošlje do motorjev. Dobil je tudi sistem za aerodinamično konfiguracijo aerodinamike (CCV). To pomeni, da so v računalnik vstavili omejitve za odklon krmilnih površin in potisk motorjev, s čimer so preprečili, da bi pilotu med manevriranjem zmanjkalo vzgona. To pilotu omogoča, da se lahko bolj posveti letenju ter zračnemu boju. Letalne zmogljivosti so se pokazale za izjemne. Letalo lahko leti pri vpadnih kotih +26 stopinj in zdrži težnostni pospešek do 9 G. Imel je vgrajen Westinghouseov radar, ki je bil največji takratni radar, hlajen na tekoči vodik. Njegov doseg je bil od 19 do 150 km. Imel pa je še eno novost in to je sistem glej dol-streljaj dol. Doseg slednjega je bil 54 km.

## Različice
- YF-16 - prototip
- F-16A - enosedežna osnovna različica
- F-16B - dvosedežna osnovna različica
- F-16C - posodobljena enosedežna različica
- F-16D - dvosedežna posodobljena različica
- A-16 - jurišna različica
- RF-16 - izvidniška različica
- FSX - lovec naslednje generacije, namenjen za Japonsko
- F-16 Desert Falcon - puščavska različica za Združene arabske emirate z dodatnimi notranjimi rezervoarji za gorivo, infrardečim namerilnim sistemom, itd
- F-16xl - eksperimentalno letalo za preizkušanje novega digitalnega sistema krmiljenja

## Specifikacije
Spodnje specifikacije se nanašajo na različico F-16C Block 30)
- Posadka: 1
- Dolžina: 15,06 m
- Razpon kril: 9,96 m
- Višina: 4,88 m
- Površina: 27,87 m²
- Aeroprofil:  NACA 64A204
- Masa:
  - Prazen: 8.570 kg
  - Polno naložen: 12.000 kg
  - Največja vzletna masa: 19.200 kg
- Pogon: 1× turboventilacijski F110-GE-100
  - Potisk: 76,3 kN
  - Z dodatnim zgorevanjem: 127 kN

Zmogljivost
- Najvišja hitrost:
  - tik nad vodo: 1,2 Macha (1.470 km/h)
  - na večji višini: več kot 2 Macha
- Bojni radij: 295 nmi (550 km), oborožen s šestimi 450-kg bombami
- Maksimalni doseg: 2.280 nmi (4.220 km), z dodatnimi zunanjimi rezervoarji
- Najvišja operativna višina: več kot 18.000 m
- Hitrost dviganja: 254 m/s
- Obtežitev kril: 431 kg/m²
- Razmerje potisk/masa: 1,095

Oborožitev
- Top: 1× 20-mm Gatlingov top M61 Vulcan v nosu, 511 nabojev
- Bojni tovor: 11 zunanjih točk za pričvrščanje s kapaciteto 7.700 kg

## Uporabniki
Uporabljajo v 21 državah. Skupaj jih je izdelanih okoli 4500 letal.
- Bahrajn: (22)
- Belgija: (79)
- Čile: (28 +28 naročenih)
- Danska: (78)
- Egipt: (220)
- Grčija: (132 +30 naročenih)
- Jordanija: (36)
- Indonezija: (10)
- Izrael: (362)
- Italija: (34; najetih od USAF-a)
- Nizozemska: (213)
- Norveška: (72)
- Oman: (12)
- Pakistan: 34 +44 naročenih)
- Poljska: (48)
- Portugalska: (45)
- Singapur: (62)
- Ljudska republika Kitajska: (150)
- Južna Koreja: (180)
- Tajska: (61)
- Turčija: (216 +30 naročenih, narejenih po licenci pri družbi Turkish Aerospace Industries)
- Združeni arabski emirati: (80)
- ZDA
  - Vojno letalstvo ZDA (2,507; nekaj je bilo prodanih drugim državam)
  - Vojna mornarica ZDA (40)
- Venezuela: (24)
- Ukrajina[3]